# Brnelići
Brnelići – wieś w Chorwacji, w żupanii primorsko-gorskiej, w gminie Jelenje. W 2011 roku liczyła 85 mieszkańców.